# Aleksej Loekjanjoek
Aleksej Vasiljevitsj Loekjanjoek (Moskou, 12 december 1980) is een Russisch rallyrijder die vooral actief is in het Europees kampioenschap rally (ERC) met een Citroën C3 R5, zijn vaste copiloot is Aleksej Arnaoetov. Hij is ook de Europese rallykampioen van 2018 en de Russische rallykampioen van 2014.
In 2013 reed hij zijn eerste rally van Europees kampioenschap in Letland, de rally van Liepāja-Ventspils, daarna volgde in 2014 zijn tweede in Estland. Het jaar 2015 reed hij een programma van acht ERC-wedstrijden in Oostenrijk, Letland, Groot-Brittannië, Estland, Tsjechië, Cyprus, Griekenland en Zwitserland. Ook in het jaar 2015 won hij zijn eerste Europese rally: hij wist de zesde editie van de auto24 Rally Estonia te winnen met een Mitsubishi Lancer Evo X. In 2016 behoorde hij tot de beste piloten die strijden voor de titel; hij startte al onder meer in Spanje, Griekenland, Portugal, België en Estland. In 2018 won Loekjanjoek het Europees kampioenschap rally.